# Gołąbek pomarańczowy
Gołąbek pomarańczowy (Russula aurantiaca (Jul. Schäff.) Romagn.) – gatunek grzybów należący do rodziny gołąbkowatych (Russulaceae).

## Systematyka i nazewnictwo
Pozycja w klasyfikacji według Index Fungorum: Russula, Russulaceae, Russulales, Incertae sedis, Agaricomycetes, Agaricomycotina, Basidiomycota, Fungi.
Po raz pierwszy opisał go w 1933 r. Julius Schäffer jako odmianę gołąbka słodkawego (Russula integra var. aurantiaca). W 1967 r. Henri Charles Louis Romagnesi podniósł go do rangi gatunku. Synonimy:
- Russula alutacea var. aurantiaca (Jul. Schäff.) Singer 1935
- Russula integra var. aurantiaca Jul. Schäff. 1933

Polską nazwę podała Alina Skirgiełło w 1991 r.

## Morfologia
Kapelusz
Średnica 5–7 cm, początkowo wypukły, ale szybko staje się dość głęboko wklęsły. Powierzchnia ceglastopomarańczowa, morelowa z miedziowym lub karminowym odcieniem, od deszczów blednąca. Brzeg tępy, czasami nieregularny, u starszych okazów karbowano-gruzełkowaty. Skórka gładka, błyszcząca, wilgotna, dająca się częściowo zedrzeć.
Blaszki
Szerokie, przyrośnięte, dość grube, przy brzegu kapelusza zaokrąglone, ochrowe do złocistożółtych, ze zmarszckami.
Trzon
Wysokość 5–6 cm, grubość 1,2–1,8 cm, cylindryczny, początkowo pełny, potem watowaty i pusty. Powierzchnia biała, czasami miejscowo różowo nabiegła.
Miąższ
Zwarty, biały, o słabym zapachu i łagodnym smaku. Pod działaniem fenolu przyjmuje początkowo barwę łososiową, a później winnoczekoladową.
Wysyp zarodników
Złotożółty.
Cechy mikroskopowe
Zarodniki 8–10 × 6,5–8 µm, odwrotnie jajowate, pokryte stożkowatymi, ostrymi i amyloidalnymi brodawkami. Hilum amyloidalne. Podstawki 32–43 × 9–11,5 µm. Cystydy wrzecionowate, zazwyczaj zakończone kończykiem, słabo reagujące z sulfowaniliną. Ze strzępek pod wpływem fuksyny wydziela się nico czerwonych kropelek tuż pod pilocystydami.

## Występowanie i siedlisko
Podano stanowiska tylko w niektórych krajach Europy. Według Aliny Skirgiełło jest niezbyt rzadki i występuje w różnych lasach Europy Zachodniej. W Polsce do 2003 roku jedyne stanowisko podała Alina Skirgiełło w Puszczy Białowieskiej.
Naziemny grzyb mykoryzowy. Występuje w różnego typu lasach, w Polsce podano jego stanowisko pod brzozami.